# Eleccions federals suïsses de 1975
Les eleccions federals suïsses de 1975 se celebraren el 26 d'octubre de 1975 per a renovar els 200 membres del Consell Nacional de Suïssa i els 46 membres del Consell dels Estats de Suïssa que escolliran els 21 membres del Consell Federal de Suïssa. El partit més votat fou el Partit Socialdemòcrata.

## Resultats electorals

### Consell Nacional de Suïssa
Resultat de les eleccions al Consell Nacional de Suïssa de 26 d'octubre de 1975
| Partits                                                           | Partits                              | Abr.        | Vots      | %    | +/–   | Escons | +/– |
| ----------------------------------------------------------------- | ------------------------------------ | ----------- | --------- | ---- | ----- | ------ | --- |
|                                                                   | Partit Socialdemòcrata de Suïssa     | SPS/PSS     | 477.125   | 24,9 | -2%   | 55     | +9  |
|                                                                   | Partit Radical Democràtic de Suïssa  | FDP/PLR     | 426.321   | 21,1 | +0,6% | 47     | +2  |
|                                                                   | Partit Popular Democristià de Suïssa | CVP/PDC     | 405.124   | 21,3 | -0,2% | 46     | -2  |
|                                                                   | Partit Popular Suís                  | SVP/UDC     | 190.445   | 9,9  | -1,1% | 21     | -2  |
|                                                                   | Aliança dels Independents            | LdU         | 116.341   | 6,1  | -1,5% | 11     | -2  |
|                                                                   | Els Republicans                      | Rep         | 56.718    | 3,0  | -1,2% | 4      | -3  |
|                                                                   | Partit Liberal de Suïssa             | LPS/PLS     | 46.865    | 2,4  | -0,2% | 6      | ±0  |
|                                                                   | Partit del Treball                   | PdA/PST-POP | 45.371    | 2,4  | -0,2% | 4      | -1  |
|                                                                   | Partit Evangèlic Popular             | EVP/PEV     | 37.639    | 2,3  | +0,2% | 3      | ±0  |
|                                                                   | Acció Nacional                       | NA/AN       | 47.429    | 2,5  | -0,6% | 2      | -2  |
|                                                                   | Partit Socialista Autònom            | PSA         | 6.684     | 0,3  | + ±0% | 1      | -1  |
|                                                                   | Organitzacions Progressistes Suïsses | POCH        | 19.071    | 1,0  | -     | 0      | -   |
|                                                                   | Unió Democràtica Federal             | EDU/UDF     | 6.657     | 0,3  | -     | 0      | -   |
|                                                                   | Altres                               |             | 36.661    | 1,9  |       | 0      |     |
| Total (participació 52,4%)                                        | Total (participació 52,4%)           |             | 1.931.397 |      |       |        | 200 |
| Font: http://www.wahlen.ch/ Arxivat 2021-02-28 a Wayback Machine. |                                      |             |           |      |       |        |     |